# Cuásar (banda)
Cuásar es una banda de rock formada en 2014 en Barquisimeto, Venezuela.  
Está integrada por Larry Dávila (voz principal y guitarrista), Eleazar "Tito" Vargas  y Jossmer Ángel (guitarras y sintetizador), Ska Ángel (batería), y Neville Sánchez (bajo).

## Historia
El primer tema que grabó la banda fue “Alice” en 2014, en un live sessions.
Obtuvieron el reconocimiento público gracias a su paso por el Festival Nuevas Bandas en 2017, en el que lograron quedar finalistas por el circuito de Occidente.
En 2019 fueron finalistas en la Batalla de Bandas: "Viva Rock Latino 2019", celebrado en el Hard Rock Café de Caracas.
Participaron en la 5.ª edición del festival "Vaca Fest" junto a Los Caramelos de Cianuro,
En 2020 Lanzaron su primer álbum de estudio, con 3 sencillos simultáneamente (Labios Muertos), (En la vía) y (Lejos de la Ciudad).
En 2021 estuvieron nominados a 3 categorías en los Premios Pepsi Music Venezuela incluyendo Disco del año (Rock)[cita requerida]

## Miembros
- Larry Dávila (guitarra y voz)
- Neville Sánchez (bajo y coros)
- Ska Ángel (batería)
- Jossmer Ángel (guitarra y Sintetizador)
- Eleazar "Tito" Vargas (guitarra)

## Discografía
- En la vía (2020)[15]

## Premios y nominaciones

### Premios Pepsi Music Venezuela
| Año  | Categoría(s)             | Nominación     | Resultado | Ref. |
| ---- | ------------------------ | -------------- | --------- | ---- |
| 2020 | Videoclip del año (Rock) | Labios Muertos | Nominado  |      |
| 2021 | Artista del año (Rock)   |                | Nominado  |      |
| 2021 | Videoclip del año (Rock) | Deshilando     | Nominado  |      |
| 2021 | Disco del año (Rock)     | En la vía      | Nominado  |      |